# 斯托克莱宫
史托克雷特宅邸（法語：Palais Stoclet，法語發音：[palɛ stɔklɛ]，荷蘭語發音：[stɔˈklɛːpaːˌlɛis]），又稱斯托克莱住宅（英語：Stoclet House），是一座位于比利時布魯塞爾郊區的私人宅邸，由當時著名建筑師約瑟夫·霍夫曼受銀行家、藝術收藏家阿道夫·斯托克莱委托建造。該建築被視爲霍夫曼的傑作，是20世紀最具有藝術氣質、最豪華的私人住宅之一。
它由維也納工坊（Wiener Werkstätte）建造於布魯塞爾泰尔菲伦街（Avenue de Tervueren/Tervurenlaan）。儘管大理石復合外墻被從根本上簡化並面向現代主義，它仍包含了古斯塔夫·克里姆特（Gustav Klimt）在餐廳内的受托作品，雕塑家弗朗茨·梅茨纳（Franz Metzner）所作的四個位于頂部的銅雕，以及其他位于室内室外的工藝品。此建築師、藝術家和工匠之整合使該建築成爲了新藝術運動的定義性特徵之一——整體藝術作品的實例。
斯托克莱宮至今仍然為斯托克莱家族的財產。但自從2002年6月女男爵安妮·斯托克莱殯天之後，該宅邸不再被斯托克莱家族所居住。因此它不對參觀者開放。該宮2009年6月被UNESCO列入世界遺產名錄。